# 博訥冰川
博訥冰川（英語：Bonne Glacier），是南極洲的冰川，位於維多利亞地的斯科特海岸，處於霍布斯峰西南面2公里，流經霍布斯嶺，最終注入布盧冰川，現時由南極條約體系管理。